# Fertilitätsprotektion
Als Fertilitätsprotektion (kurz Fertiprotektion) werden Maßnahmen bezeichnet, die dem Erhalt der Fortpflanzungsfähigkeit aus medizinischer oder nichtmedizinischer Indikation dienen. Es handelt sich dabei um vorbeugende Maßnahmen, wenn das Risiko einer zukünftigen Unfruchtbarkeit besteht.
Medizinische Indikationen für die Durchführung fertilitätsprotektiver Maßnahmen sind eine geplante Chemotherapie bei onkologischer Erkrankung, eine geplante Bestrahlung des Beckens bei onkologischer Erkrankung, eine geplante Knochenmarkstammzelltransplantation bei onkologischer oder nicht-onkologischer Erkrankung, eine gegengeschlechtliche Hormonersatztherapie bei Transsexualität und eine Behandlung mit Zytostatika bei benigner Erkrankung. Eine nichtmedizinische Indikation für die Durchführung von Fertilitätsprotektion ist eine Verschiebung des Kinderwunsches in eine spätere Lebensphase aus beruflichen Gründen oder wegen fehlendem Partner. Man bezeichnet die Fertilitätsprotektion aus nichtmedizinischer Indikation auch als Social Freezing.

## Hintergrund
Chemotherapie und Strahlentherapie sind wesentliche Pfeiler in der Onkologie und sie ermöglichen in vielen Fällen eine Heilung von an Krebs erkrankten Frauen und Männern. Gleichzeitig können sie eine irreversible Schädigung der Gonaden mit der Folge einer primären Ovarialinsuffizienz bei Frauen oder primären Hodeninsuffizienz bei Männern auslösen. Um dem entgegenzuwirken und von ihrer Erkrankung geheilten Patientinnen und Patienten im späteren Leben eine Familiengründung zu ermöglichen, haben sich verschiedene fertilitätsprotektive Maßnahmen etabliert.

## Methoden der Fertilitätsprotektion
- Transposition der Ovarien: Die Eierstöcke werden hier vor einer Bestrahlung des kleinen Beckens ein- oder beidseitig am Peritoneum der Bauchwand fixiert und somit aus dem Bestrahlungsfeld verlagert. Nach Abschluss der Therapie werden sie wieder in das Becken zurückverlagert. Indikation ist eine Strahlentherapie bei Zervix-, Anal- oder Rektumkarzinom. Durch diese Maßnahme lässt sich eine prämature Ovarialinsuffizienz bei Bestrahlung des Beckens in 69 % der Fälle verhindern.[2]
- Medikamentöse Ovarsuppression: Es erfolgt eine Depot-Injektion von GnRH-Analoga während des gesamten Zeitraums der Chemotherapie, im Idealfall beginnend ein bis zwei Wochen vor Beginn der Chemotherapie. Die Gabe von GnRH-Analoga ist jedoch als alleinige fertilitätsprotektive Maßnahme nicht zu empfehlen, da es trotz Applikation dieser Medikamente in 60 % der Fälle zu einer prämaturen Ovarialinsuffizienz kommt.[3]
- Eizell- oder Embryokryokonservierung: Hier wird eine hormonelle Stimulation mit Gonadotropinen über einen Zeitraum von ca. zwei Wochen durchgeführt. Anschließend werden die Eizellen transvaginal punktiert und danach unbefruchtet (Eizellkryokonservierung) oder – bei vorhandenem Partner – befruchtet (Embryokryokonservierung) eingefroren. Es handelt sich hierbei um eine etablierte Methode der Fertilitätsprotektion. Die Schwangerschaftsrate nach dem Transfer aufgetauter Eizellen oder Embryonen in die Gebärmutter liegt bei rund 38 %.[4]
- Ovarkryokonservierung und -transplantation: Es wird ein Keil eines Eierstocks (in der Regel 25–33 % eines Ovars) vor Beginn der onkologischen Therapie laparoskopisch entnommen und kryokonserviert. Nach der Therapie und einem Rezidiv-/Metastasen-freien Intervall wird dann das Eierstockgewebe aufgetaut und im Rahmen einer zweiten Laparoskopie auf das Ovar, neben das Ovar oder in die Beckenwand transplantiert. Es handelt sich hierbei um eine etablierte fertilitätsprotektive Maßnahme, die sowohl die reproduktive als auch die endokrine Ovarfunktion wiederherstellen kann. Zudem stellt es die einzige fertilitätsprotektive Methode dar, die präpubertären Mädchen angeboten werden kann. Die Schwangerschaftsrate nach Transplantation von Ovargewebe beträgt ca. 25 %. Ungefähr 70 % aller Frauen mit prämaturer Ovarialinsuffizienz, denen Ovargewebe transplantiert wird, haben danach wieder einen Zyklus.[5]
- Spermien-Kryokonservierung: Spermien werden vor der onkologischen Therapie bzw. der operativen Hodenentfernung kryokonserviert und im Verlauf nach Abschluss der Therapie aufgetaut und für eine Kinderwunschbehandlung (Insemination, In-vitro-Fertilisation oder intrazytoplasmatische Spermieninjektion) verwendet. Diese Methode stellt nur eine Option für postpubertäre Jungen und Männer dar.[6]
- Hodengewebskryokonservierung: Hodengewebe wird vor der onkologischen Therapie operativ entnommen und eingefroren. Später kann es aufgetaut werden, Spermien werden aus dem Gewebe isoliert und für eine intrazytoplasmatische Spermieninjektion verwendet. Diese Methode ist jedoch bei präpubertären Jungen experimentell.[7]
- organschonendes operatives Vorgehen: Hierbei wird versucht, die Reproduktionsorgane trotz Krebserkrankung zu erhalten. Ein Beispiel stellen die Konisation oder Trachelektomie bei frühen Stadien eines Zervixkarzinoms oder der Erhalt des gegenüberliegenden Eierstocks bei ovariellem Borderlinetumor dar.[8]
- Social Freezing: Hier werden Eizellen nach Gonadotropin-Stimulation eingefroren und im Verlauf bei akutem Kinderwunsch aufgetaut sowie mit Spermien des Partners oder eines Samenspenders fertilisiert. Anschließend wird der Embryo in die Gebärmutter transferiert. Das Einfrieren von Eizellen sollte wegen einer danach abnehmenden Effektivität möglichst vor dem vollendeten 35. Lebensjahr erfolgen. Es kann auch eine Kryokonservierung von Spermien bei Männern erfolgen.[9]

Die Kryokonservierung von Eizellen und Spermien aus medizinischer Indikation kann seit Juli 2021 zu Lasten der Gesetzlichen Krankenversicherung durchgeführt werden. Voraussetzungen sind ein Alter der Frau von 18–39 Jahre, ein Alter des Mannes von 18–49 Jahre und das fachärztlich festgestellte Vorliegen einer medizinischen Indikation.